# Cambarus conasaugaensis
Cambarus conasaugaensis е вид ракообразно от семейство Cambaridae.

## Разпространение и местообитание
Видът е разпространен в САЩ (Джорджия и Тенеси).
Обитава сладководни басейни, реки и потоци.